# 丸尾雄希
まるお ゆうき（1981年3月24日 - ）は、日本の放送作家。兵庫県神戸市出身。兵庫県立神戸北高等学校卒業。大阪NSC22期生。元お笑い芸人で、2011年より放送作家、脚本家として活動中。活動拠点は東京。

## プロフィール
- テレビ、ラジオ、YouTubeの企画構成や漫才・コント・落語・芝居などの執筆など多岐に渡り活躍。
- 芸人としては今宮子供えびすマンザイ新人コンクール本選出場、桃山学院大学ウキャキャライブ準優勝
- 吉本興業所属の芸人、とろサーモンの座付き作家。
- 大阪時代は放送芸術学院専門学校 の講師としても活動。
- 過去にはよしもとクリエイティブカレッジ(YCC)の特別講師としても招待されている。
- 2021年5月から活動拠点を東京に移した。
- 上京してからは吉本興業、サンミュージック、ライジング・アップ、トゥインクル・コーポレーションで若手芸人のネタ見せを担当。
- 2024年2月22日発売の文響社「うんこドリル ひらがな・カタカナカード」執筆協力
- 2025年1月 ぶいすぽ激ロー企画構成
- 2025年3月 LDH LIVE SQUARE WATCH PARTY台本執筆

## 構成番組
- とろサーモン久保田のラジオ枠買ってもらった。（渋谷クロスFM）
- シンニュウ！見取り図（テレビ東京）　出演：見取り図
- フットマップ（カンテレ）　出演：フットボールアワー
- フォトぶら（カンテレ）　出演：雨上がり決死隊
- ケンコバのバコバコテレビ（サンテレビ）　出演：ケンドーコバヤシ
- ぶいすぽ激ロー（ニコニコ生放送）
- LDH LIVE SQUARE WATCH PARTY（ニコニコ生放送）
- バキバキ☆ビート！（サンテレビ）
- Patch全開！（ABC朝日放送）
- 歌ネタ王決定戦（MBS毎日放送）※企画立案
- 加藤ヒロユキ 音楽のソムリエ（MBS毎日放送）
- ザ・プラン9のとびだしNSC！（YES-fm）
- 麻雀カフェ『chun.』バイトオーディション（OPENREC.tv）

## 構成舞台
- 美笑女グランプリ（COOL JAPAN PARK OSAKA TTホール）
- Popteen熱盛祭（Zeppベイサイド大阪）
- Super 0crew Fes（NGK・品川ステラボール・なんばHatch）
- スマイルフェス（なんばグランド花月／大阪国際交流センター）
- とろサーモン単独ライブ（なんばグランド花月／ルミネtheよしもと）
- スマイル単独ライブ（5upよしもと／ルミネtheよしもと）
- 女と男 単独ライブ（なんばグランド花月）
- 月亭八光単独ライブ 第3回はちみつの日（天神橋繁昌亭）
- 推し増しライブ（ヨシモト∞ドーム）
- ファミリーライブ（道頓堀ZAZA house／梅田amHALL）
- 笑顔甲子園　審査員

## 執筆協力
- うんこドリル ひらがな・カタカナカード
- うんこ英単語 英検３級
- うんこ英単語 英検４級
- うんこドリル ぶんしょう読解 ６さい
- うんこドリル 小学１-６年生の全都道府県

## 脚本
- GAME IS UP!?（世界館）
- 青春サプライズ（放送芸術学院専門学校ドリームホール）